# Pointe Percée
De Pointe Percée is een 2750 meter hoge berg in de Franse Vooralpen en vormt het hoogste punt van de Aravis-bergketen. In de Italiaanse SOIUSA-classificatie vormt de Aravis-keten een deel van het ruimere Bornes-massief onder de noemer Prealpi dei Bornes. In dat geval is de Pointe Percée ook het hoogste punt van dit grotere massief aangezien het hoogste punt van de Bornes (Pointe Blanche) slechts 2438 meter hoog is.

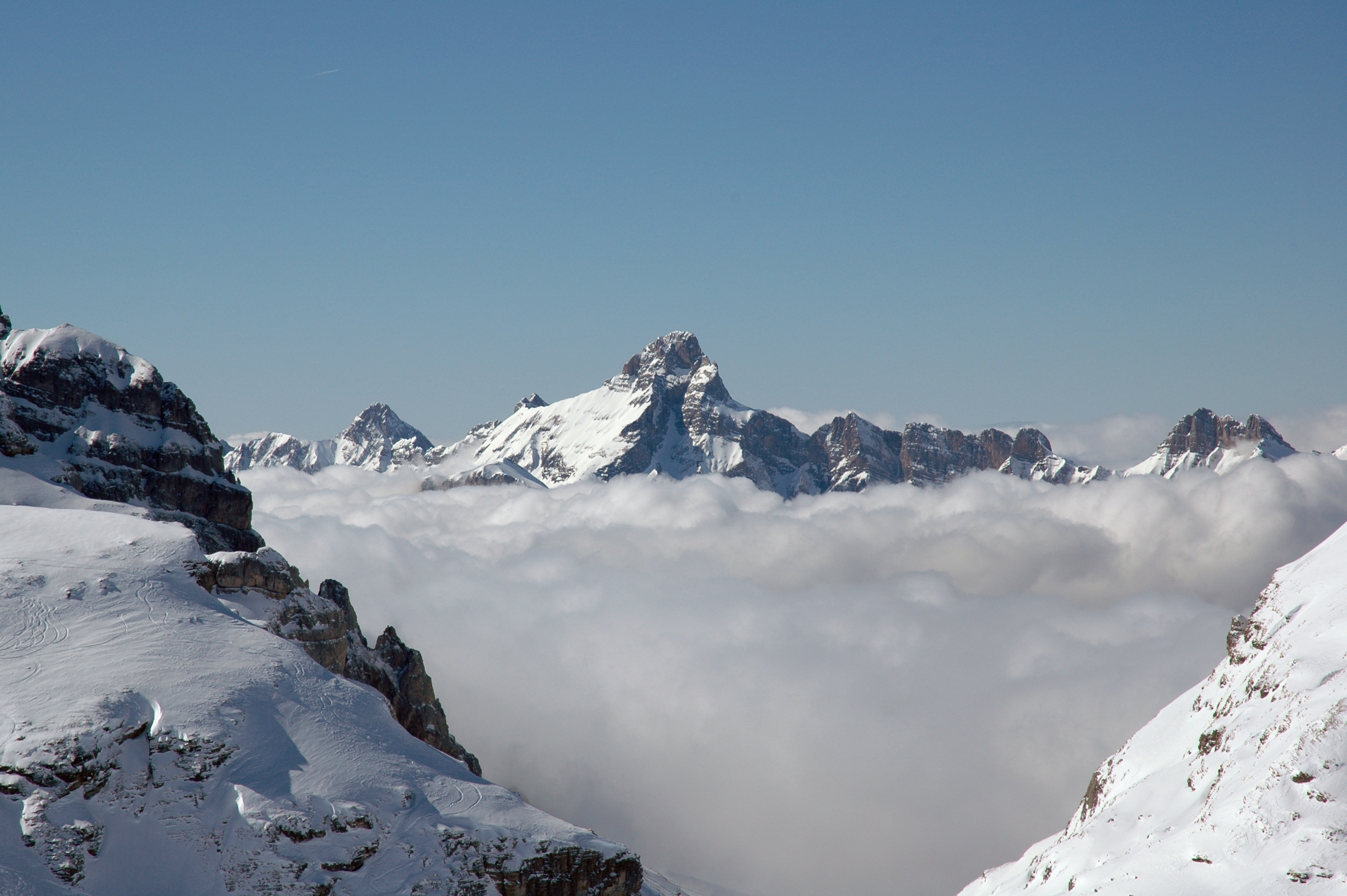
Zicht op de Pointe Percée, en de Pointe de Bella Cha helemaal rechts, vanaf het skigebied Flaine

## Nabije toppen
- De pointe de Bella Cha (2511 m), ten noorden
- De Quatre Têtes (2364 m), ten oosten
- De mont Charvet (2538 m), ten zuiden